# Американска червеноопашка
Американска червеноопашка (Setophaga ruticilla) е вид птица от семейство Parulidae. Видът е незастрашен от изчезване.

## Разпространение
Разпространен е в Антигуа и Барбуда, Аруба, Бахамски острови, Барбадос, Белиз, Бермудски острови, Бонер, Свети Евстатиус и Саба, Бразилия, Канада, Кайманови острови, Чили, Колумбия, Коста Рика, Куба, Доминика, Доминиканска република, Еквадор, Салвадор, Френска Гвиана, Гренада, Гваделупа, Гватемала, Гвиана, Хаити, Хондурас, Ямайка, Мартиника, Мексико, Монсерат, Никарагуа, Панама, Перу, Пуерто Рико, Сейнт Китс и Невис, Сейнт Лусия, Свети Мартин, Сен Пиер и Микелон, Сейнт Винсент и Гренадини, Суринам, Тринидад и Тобаго, Търкс и Кайкос, САЩ, Малки далечни острови на САЩ, Венецуела, Британски Вирджински острови и Вирджински острови.